# HAWtech
Die HochschulAllianz für Angewandte Wissenschaften (HAWtech) ist eine im Dezember 2009 gegründete Allianz von deutschen Fachhochschulen, die über einen technischen Schwerpunkt verfügen. Ziel ist unter anderem die Förderung des MINT-Bereichs (Fachgebiete Mathematik, Informatik, Naturwissenschaft und Technik) durch eine engere Zusammenarbeit und ein gemeinsamer strategischer Standpunkt.

## Mitglieder
- FH Aachen
- Hochschule für Technik und Wirtschaft Berlin
- Hochschule Darmstadt
- Hochschule für Technik und Wirtschaft Dresden
- Hochschule Esslingen
- Hochschule Karlsruhe – Technik und Wirtschaft